# 境野哲
境野 哲（日语：さかいの さとる/さとし，1871年9月26日—1933年11月11日），號黃洋，以境野黃洋之名為人所熟知，生於日本宮城縣名取郡（今仙台市太白區），佛教學者，專長於中國佛教。為淨土真宗大谷派僧侶。爲日本新佛教徒同志會的發起人之一。

## 生平
大學畢業於哲學館（今東洋大學），之後成為東洋大學教授，同時在曹洞宗大學（駒澤大學的前身）授課。與共同出身東洋大學的同學，建立新佛教同志會，這個團體發行《新佛教》雜誌作為機關刊物，境野哲成為中心人物之一。
1894年，與鷲尾順敬及村上専精共同創辦雜誌《佛教史林》。
1918年，出任東洋大學校長。

## 主要著作
- 《支那佛教精史》
- 《支那佛教史纲》（蒋维乔的《中国佛教史》在此基础上扩编写成）
- 《支那佛教史講話》
- 《支那佛教》
- 《印度支那佛教小史》
- 《日本佛教小史》
- 《日本佛教發達概觀》
- 《天台四教儀講話》
- 《宗教之門》
- 《佛教論理學》（和村上專精合著）
- 《宗教的本性》
- 《アメリカより日本の女へ》
- 《模範佛教辞典》主編
- 《境野黄洋選集》